# Кезенешть (Хунедоара)
Кезенешть, Кезенешті (рум. Căzănești) — село у повіті Хунедоара в Румунії. Входить до складу комуни Ваца-де-Жос.
Село розташоване на відстані 338 км на північний захід від Бухареста, 43 км на північний захід від Деви, 109 км на південний захід від Клуж-Напоки, 107 км на північний схід від Тімішоари.

## Населення
За даними перепису населення 2002 року у селі проживали 235 осіб, з них 234 особи (99,6%) румунів. Рідною мовою 234 особи (99,6%) назвали румунську.